# سيث وينستون
سيث وينستون (بالإنجليزية: Seth Winston)‏ هو كاتب سيناريو ومنتج أفلام ومخرج أمريكي، ولد في 15 أغسطس 1950 في فيلادلفيا في الولايات المتحدة، وتوفي في 5 يونيو 2015 في وودلاند هيلز، كاليفورنيا في الولايات المتحدة.

## وصلات خارجية
- سيث وينستون على موقع IMDb (الإنجليزية)
- سيث وينستون على موقع ألو سيني (الفرنسية)
- سيث وينستون على موقع أول موفي (الإنجليزية)
- سيث وينستون على موقع قاعدة بيانات الأفلام السويدية (السويدية)
- سيث وينستون على موقع قاعدة بيانات الفيلم (الإنجليزية)
- سيث وينستون على موقع كينوبويسك (الروسية)